# Visitació (Capilla Oballe)
La Visitació és una obra d'El Greco, realitzada entre el 1607 i 1614, durant el seu darrer període toledà. Es conserva a Dumbarton Oaks de Washington D. C.. Aquesta obra va ser un encàrrec per la capella d'Isabel de Oballe, a la ciutat de Toledo junt a l'obra de la Immaculada Concepció.

## Temàtica de l'obra
La Visitació és un episodi de l'Evangeli segons Lluc, en qual s'explica que Maria, mare de Jesús, va anar a visitar la seva cosina Elisabet, embarassada de Joan Baptista. El fet es narra a ［Lc 1:39-56］

## Anàlisi de l'obra
Oli sobre llenç; Format gairebé ovalat, de 98 x 72 cm.; 1607-14; obra inacabada; Dumbarton Oaks, Washington DC.
Isabel d'Oballe va fundar la capella que porta el seu nom de l'església Sant Vicenç a Toledo. Al cretenc se'l va encarregar realitzar «una història de la visitació de santa Elisabet, per ser el nom de la fundadora, per al que s'ha de fer un cercle adornat amb la seva cornisa a la manera que es va fer a Illescas». És una obra concebuda per ser vista des d'abaix, com ho demostren la motllura pintada a la base del quadre, l'estranya perspectiva de la porta i les formes dels cossos. En aquesta obra, El Greco va anar una vegada més al que és esencial. Per tant, només va representar Maria i Elisabet, situant l'escena a la porta, i no pas a l'interior de la casa com s'explica a Evangeli segons Lluc. L'arquitectura és una portalada manierista i un mur nu, i a la dreta és representat un celatge tempestuós. On altres artistes van imaginar una escena tendra i domèstica, El Greco va trobar l'ocasió per una atmosfera al·lucinada i profètica.
És innegable que aquesta pintura està inacabada, però té una extraordinària originalitat i una enorme força de concepció. Tant María com Elisabet porten amples mantells blaus sobre els quals El Greco va pintar reflexos blancs i brillants espurneixos de llum. Les cares i les mans solament tenen la pintura de la preparació inferior, exceptuant la mà esquerra de Maria, a la qual El Greco li va donar fins i tot les primeres veladures. Per tot arreu és visible el vermell de la imprimació. Només està acabada la porta blanca, i la resta de l'arquitectura segurament es va encarregar a un ajudant, que degué ser l'autor d'aquests detalls massa mecànics, propis de l'obrador d'un artista.

## Procedència
- Antiguo Convento de Santa Clara, Daimiel
- Arthur Byne, Madrid (segons els arxius de la Frick Art Reference Library)